# متاستاز
متاستاز (به انگلیسی: Metastasis) یا دگرنشینی یا فراگُستری انتشار یک عامل بیماری‌زا از یک محل اولیه یا آغازین به یک محل دیگر یا ثانویه در بدن میزبان است. این اصطلاح معمولاً برای اشاره به متاستاز توسط تومور سرطانی استفاده می‌شود. متاستاز به‌طور کلی از تهاجم سرطان، که گسترش مستقیم و نفوذ سلول‌های سرطانی به بافت‌های مجاور است، متمایز است.
سرطان پس از تغییر ژنتیکی سلول‌ها برای تکثیر سریع و نامحدود ایجاد می‌شود. این تکثیر کنترل‌نشده توسط میتوز یک تومور هتروژنیک اولیه تولید می‌کند. سلول‌هایی که تومور را تشکیل می‌دهند در نهایت دچار متاپلازی می‌شوند و به دنبال آن دیسپلازی و سپس آناپلازی رخ می‌دهد که منجر به شکل‌گیری یک فنوتیپ بدخیم می‌شود. این بدخیمی امکان تهاجم به گردش خون و به دنبال آن حمله به محل دوم برای سرطان‌زایی را فراهم می‌کند.
برخی از سلول‌های سرطانی معروف به سلول‌های تومور در گردش، توانایی نفوذ به دیواره‌های لنفاوی یا رگ‌های خونی را پیدا می‌کنند و پس از آن می‌توانند از طریق جریان خون به سایر نقاط و بافت‌های بدن گردش کنند. این فرایند (به ترتیب) به عنوان گسترش لنفاوی یا هماتوژن شناخته می‌شود. پس از اینکه سلول‌های تومور در محل دیگری جاگزینی کردند، دوباره به رگ یا دیواره‌ها نفوذ می‌کنند و به تکثیر ادامه می‌دهند و در نهایت تومور قابل تشخیص بالینی دیگری را تشکیل می‌دهند. این تومور جدید به عنوان یک تومور متاستاتیک (یا ثانویه) شناخته می‌شود. متاستاز یکی از نشانه‌های سرطان است که آن را از تومورهای خوش‌خیم متمایز می‌کند. اکثر سرطان‌ها می‌توانند متاستاز بدهند، هرچند در درجات مختلف. به عنوان مثال، کارسینوم سلول پایه‌ای به ندرت متاستاز می‌دهد.
هنگامی که سلول‌های تومور متاستاز می‌کنند، تومور جدید تومور ثانویه یا متاستاتیک نامیده می‌شود و سلول‌های آن مشابه سلول‌های تومور اصلی یا اولیه است. این بدان معناست که اگر سرطان سینه به ریه‌ها متاستاز دهد، تومور ثانویه از سلول‌های غیرطبیعی سینه تشکیل شده‌است، نه از سلول‌های غیرطبیعی ریه. تومور موجود در ریه را سرطان سینه متاستاتیک می‌نامند نه سرطان ریه. متاستاز یک عنصر کلیدی در سیستم‌های درجه‌بندی سرطان مانند سیستم مرحله بندی TNM است که نشان‌دهنده "M" است. در گروه‌بندی کلی مرحله، متاستاز سرطان را در مرحله چهارم قرار می‌دهد. زمانی که سرطان متاستاز داده‌است، امکانات درمان درمانی بسیار کاهش می‌یابد، یا اغلب به‌طور کامل حذف می‌شود.

## ریشه‌شناسی
متاستاز یک واژه یونانی به معنای جابجایی است که از μετά، meta، «بعدی» و στάσις، stasis، «جاگذاری» گرفته شده‌است.

## علائم و نشانه‌ها

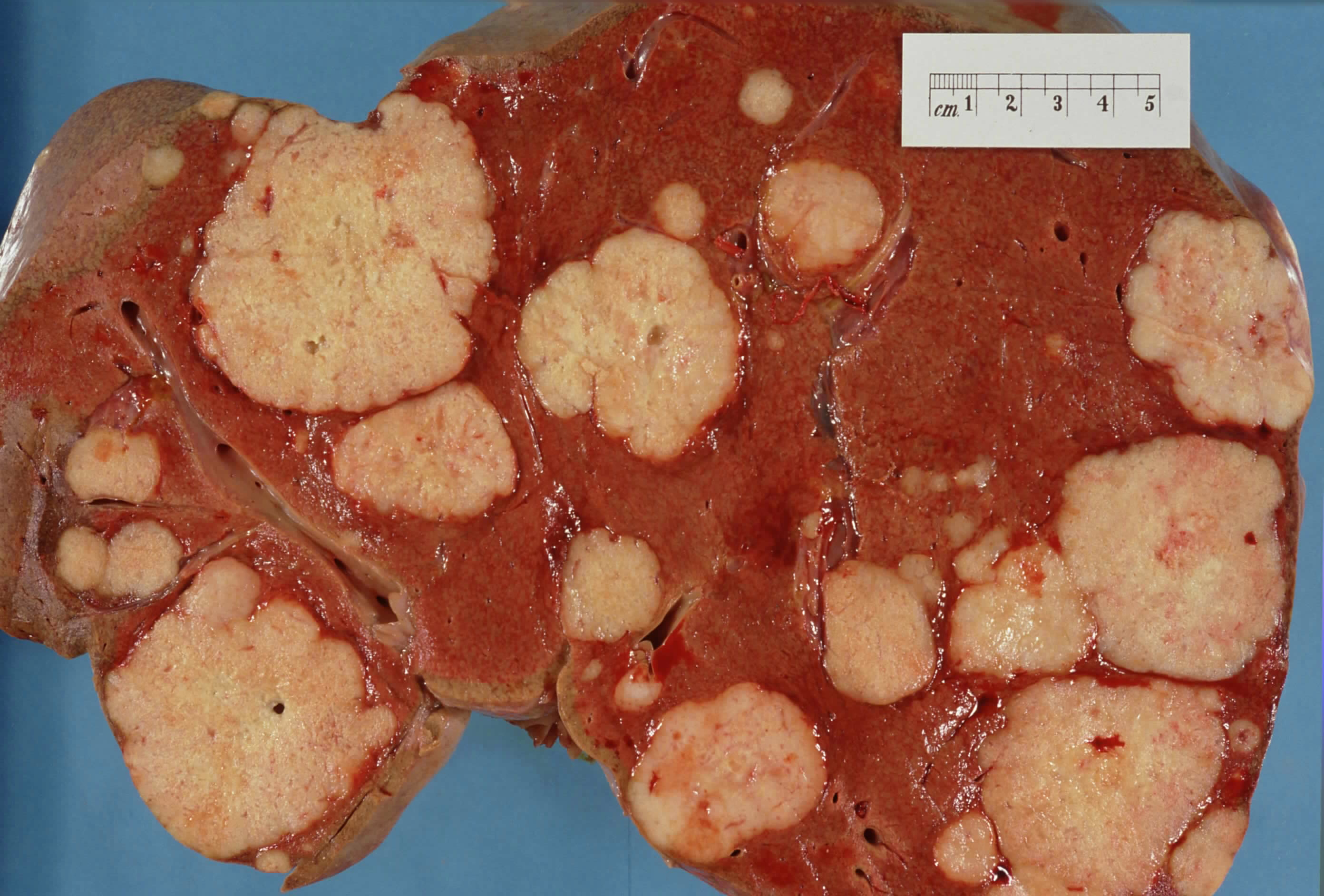
سطح بریده شده کبد که چندین گره متاستاتیک کم‌رنگ‌تر را نشان می‌دهد که منشأ آن سرطان پانکراس است

در ابتدا، غدد لنفاوی مجاور زود آسیب می‌بینند. ریه‌ها، کبد، مغز و استخوان‌ها شایع‌ترین مکان‌های متاستاز از تومورهای جامد هستند.
- در متاستاز گره‌های لنفاوی، لنفادنوپاتی یک علامت شایع است
- متاستاز ریه: سرفه، خلط خونی و تنگی نفس[۸]
- متاستاز کبد: هپاتومگالی (کبد بزرگ‌شده), تهوع[۸] و زردی[۸]
- متاستاز استخوان: درد استخوان،[۸] شکستگی استخوان‌های درگیر[۸]
- متاستاز مغز: نشانه‌های عصبی مانند سردرد،[۸] تشنج[۸] و سرگیجه[۸]

اگرچه سرطان پیشرفته ممکن است باعث درد شود، اما اغلب اولین علامت نیست.
با این‌حال، برخی از بیماران هیچ علامتی را نشان نمی‌دهند. هنگامی که اندام به بیماری متاستاتیک مبتلا می‌شود، شروع به کوچک شدن می‌کند تا زمانی که غدد لنفاوی آن منفجر شوند یا دچار لیز شوند.

## پاتوفیزیولوژی
تومورهای متاستاتیک در مراحل پایانی سرطان بسیار شایع هستند. انتشار متاستاز ممکن است از طریق خون یا مجرای لنفاوی یا از طریق هر دو مسیر رخ دهد. شایع‌ترین محل‌های متاستاز ریه‌ها، کبد، مغز و استخوان‌ها هستند.
در حال حاضر، سه نظریه اصلی برای توضیح مسیر متاستاتیک سرطان ارائه شده‌است: فرضیه گذار اپیتلیال- مزانشیمی (EMT) و انتقال مزانشیمی-اپیتلیال (MET) (1)، فرضیه سلول‌های بنیادی سرطان (۲)، و فرضیه ترکیبی ماکروفاژ- همجوشی سلول‌های سرطانی (۳). برخی از فرضیه‌های جدید نیز پیشنهاد شده‌اند که می‌توان به تأثیرگذاری عوامل استرس‌زای بیوشیمیایی و/یا فیزیکی خاص که باعث می‌شوند سلول‌های سرطانی با تشکیل سلول‌های همجوشی سرطانی (CFCs) تحت اخراج هسته‌ای با غرق شدن ماکروفاژ و همجوشی بعدی قرار گیرند.

### عوامل دخیل
متاستاز شامل یک سری مراحل پیچیده‌است که در آن سلول‌های سرطانی محل اصلی تومور را ترک کرده و از طریق جریان خون، سیستم لنفاوی یا با گسترش مستقیم به سایر قسمت‌های بدن مهاجرت می‌کنند. برای انجام این کار، سلول‌های بدخیم از تومور اولیه جدا می‌شوند و به پروتئین‌هایی که ماتریکس خارج سلولی اطراف (ECM) را می‌سازند و تومور را از بافت‌های مجاور جدا می‌کند، متصل می‌شوند و آن‌ها را تجزیه می‌کنند. با تجزیه این پروتئین‌ها، سلول‌های سرطانی می‌توانند ECM را شکسته و فرار کنند. محل متاستازها همیشه تصادفی نیست و انواع مختلف سرطان‌ها تمایل به گسترش به اندام‌ها و بافت‌های خاص با سرعتی بالاتر از حد انتظار آماری دارند. برای نمونه سرطان سینه تمایل به متاستاز به استخوان‌ها و ریه‌ها دارد. به نظر می‌رسد که این ویژگی توسط مولکول‌های سیگنال محلول مانند کموکین‌ها و فاکتور رشد تغییردهنده بتا واسطه می‌شود. بدن با مکانیسم‌های مختلفی از طریق فعالیت دسته‌ای از پروتئین‌ها به نام سرکوب‌کننده‌های متاستاز، که حدود ده مورد از آن‌ها شناخته شده‌اند، در برابر متاستاز مقاومت می‌کند.
سلول‌های انسانی انواع مختلفی از حرکت را نشان می‌دهند: تحرک جمعی، حرکت مزانشیمی، و حرکت آمیبی‌گونه. سلول‌های سرطانی اغلب به‌طور فرصت‌طلبانه با انواع مختلف حرکت‌ها جابه‌جا می‌شوند. برخی از پژوهشگران سرطان امیدوارند درمان‌هایی بیابند که می‌توانند با مسدود کردن برخی مراحل ضروری در یک یا چند نوع حرکت، گسترش سرطان را متوقف یا حداقل کند کنند.

### اندام‌های هدف

محل‌های اصلی متاستاز برای برخی از انواع سرطان شایع. سرطان‌های اولیه با " سرطان ... " و محل‌های متاستاز اصلی آن‌ها با " متاستاز ..." مشخص می‌شوند.

هر نوع تومور به جانشینی در اندام‌های خاصی تمایل دارد. این مسئله نخستین بار به عنوان نظریه «دانه و خاک» توسط استیون پاژه در سال ۱۸۸۹ مورد بحث قرار گرفت. تمایل یک سلول متاستاتیک برای گسترش به یک اندام خاص «ارگانوتروپیسم» نامیده می‌شود. به عنوان مثال، سرطان پروستات معمولاً به استخوان‌ها متاستاز می‌دهد. به روشی مشابه، سرطان روده بزرگ تمایل به متاستاز به کبد دارد. سرطان معده اغلب در زنان به تخمدان متاستاز می‌دهد که به آن تومور کروکنبرگ می‌گویند.
بر اساس تئوری «دانه و خاک»، زنده ماندن سلول‌های سرطانی در خارج از منطقه منشأ خود دشوار است، بنابراین برای متاستاز باید مکانی با ویژگی‌های مشابه پیدا کنند. به عنوان مثال، سلول‌های تومور سینه، که یون‌های کلسیم را از شیر مادر جمع‌آوری می‌کنند، به بافت استخوانی متاستاز می‌دهند، جایی که می‌توانند یون‌های کلسیم را از استخوان جمع‌آوری کنند. ملانوم‌های بدخیم به مغز گسترش می‌یابد، احتمالاً به این دلیل که بافت عصبی و ملانوسیت‌هاها از یک رده سلولی در جنین ایجاد شوند.
در سال ۱۹۲۸، جیمز یوئنگ نظریه «دانه و خاک» را به چالش کشید و پیشنهاد کرد که متاستاز صرفاً از طریق مسیرهای آناتومیک و مکانیکی رخ می‌دهد. این فرضیه اخیراً برای پیشنهاد چندین فرضیه در مورد چرخه زندگی سلول‌های تومور در گردش (CTCs) و این فرضیه که الگوهای گسترش را می‌توان از طریق دیدگاه «فیلتر و جریان» بهتر درک کرد، استفاده شده‌است. با این حال، شواهد معاصر نشان می‌دهد که تومور اولیه ممکن است با ایجاد حفره‌های پیش‌متاستاتیک در مکان‌های دور، که سلول‌های متاستاتیک ورودی ممکن است پیوند زده و کلونیزه شوند، متاستازهای ارگانوتروپیک را دیکته کند. به‌طور خاص، وزیکول‌های اگزوزوم ترشح‌شده توسط تومورها نشان داده شده‌اند که محل‌های پیش‌متاستاتیک هستند، جایی که فرآیندهای متاستاتیکی مانند رگ‌زایی را فعال می‌کنند و بافت ایمنی را اصلاح می‌کنند تا یک ریزمحیط مطلوب برای رشد تومور ثانویه ایجاد کنند.

## تشخیص

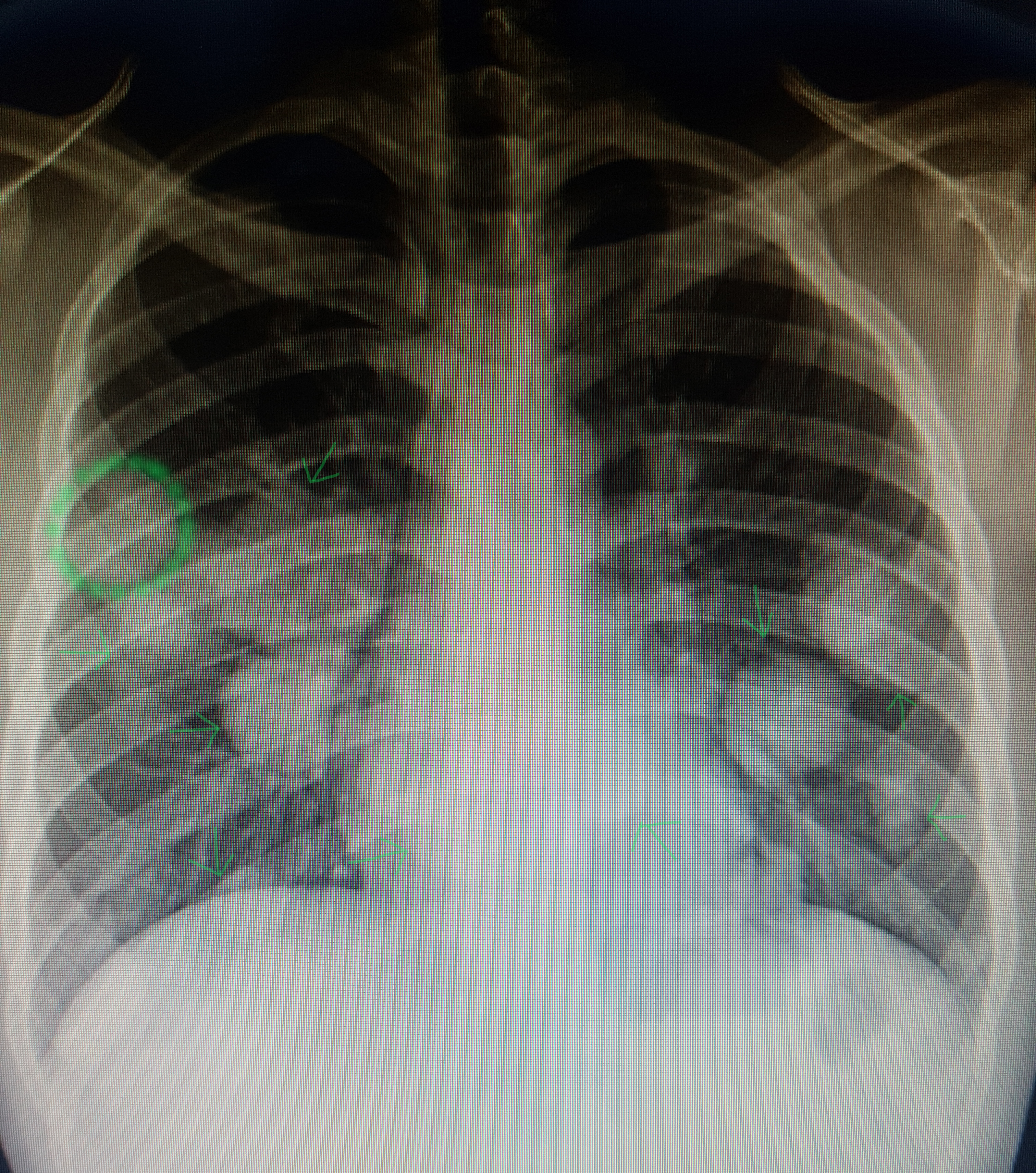
متاستازهای ریوی در رادیوگرافی قفسه سینه نشان داده شده‌است

سلول‌های تومور متاستاتیک شبیه سلول‌های تومور اولیه هستند. هنگامی که بافت سرطانی زیر میکروسکوپ برای تعیین نوع سلول مورد بررسی قرار می‌گیرد، پزشک معمولاً می‌تواند بگوید که آیا آن نوع سلول به‌طور معمول در بخشی از بدن که نمونه بافت از آن گرفته شده‌است یافت می‌شود یا خیر.
به عنوان مثال، سلول‌های سرطانی سینه چه در سینه یافت شوند و چه به قسمت دیگری از بدن گسترش یافته باشند، یکسان به نظر می‌رسند؛ بنابراین، اگر نمونه بافتی که از یک تومور در ریه گرفته شده‌است حاوی سلول‌هایی باشد که شبیه سلول‌های سینه هستند، پزشک تشخیص می‌دهد که تومور ریه یک تومور ثانویه است. با این حال، تعیین تومور اولیه اغلب می‌تواند بسیار دشوار باشد و آسیب‌شناس ممکن است مجبور باشد از چندین تکنیک کمکی مانند ایمونوهیستوشیمی ،هیبریداسیون درجا فلورسنت و غیره استفاده کند. با وجود استفاده از تکنیک‌ها، در برخی موارد تومور اولیه ناشناس باقی می‌ماند.
سرطان‌های متاستاتیک ممکن است همزمان با تومور اولیه یا ماه‌ها یا سال‌ها بعد پیدا شوند. هنگامی که تومور دوم در بیماری که در گذشته تحت درمان سرطان قرار گرفته‌است، یافت می‌شود، اغلب متاستاز است تا تومور اولیه دیگری.
قبلاً تصور می‌شد که اکثر سلول‌های سرطانی پتانسیل متاستاتیک کمی دارند و سلول‌های نادری وجود دارند که توانایی متاستاز را از طریق ایجاد جهش‌های پیکری ایجاد می‌کنند. بر اساس این نظریه، تشخیص سرطان‌های متاستاتیک تنها پس از وقوع متاستاز امکان‌پذیر است. روش‌های سنتی تشخیص سرطان (مثلاً بیوپسی) فقط یک زیرجمعیت از سلول‌های سرطانی را بررسی می‌کند و به احتمال زیاد از زیرجمعیت با پتانسیل متاستاتیک نمونه‌برداری نمی‌کند.
نظریه جهش پیکری ایجاد متاستاز در سرطان‌های انسانی اثبات نشده‌است. بلکه به نظر می‌رسد که وضعیت ژنتیکی تومور اولیه نشان‌دهنده توانایی آن سرطان برای متاستاز است. تحقیقاتی که بیان ژن را بین آدنوکارسینومای اولیه و متاستاتیک مقایسه می‌کند، زیرمجموعه‌ای از ژن‌ها را شناسایی می‌کند که بیان آن‌ها می‌تواند تومورهای اولیه را از تومورهای متاستاتیک متمایز کند که «امضای متاستاتیک» نامیده می‌شود. ژن‌های تنظیم شده بالا در امضا عبارتند از: SNRPF , HNRPAB , DHPS و securin. تنظیم پایین اکتین، میوزین و MHC کلاس دو نیز با امضا همراه بود. علاوه بر این، بیان مرتبط با متاستاز این ژن‌ها نیز در برخی از تومورهای اولیه مشاهده شد، که نشان می‌دهد سلول‌هایی با پتانسیل متاستاز می‌توانند همزمان با تشخیص تومور اولیه شناسایی شوند. کار اخیر نوعی از بی‌ثباتی ژنتیکی در سرطان به نام ناپایداری کروموزوم (CIN) را به عنوان عامل متاستاز شناسایی کرده‌است. در سلول‌های سرطانی تهاجمی، قطعات سست DNA از کروموزوم‌های ناپایدار در سیتوسول می‌ریزند که منجر به فعال شدن مزمن مسیرهای ایمنی ذاتی می‌شود که توسط سلول‌های سرطانی ربوده شده و به اندام‌های دور پخش می‌شوند.
بیان این علامت متاستاتیک با پیش‌آگهی ضعیف مرتبط است و ثابت شده‌است که در چندین نوع سرطان ثابت است. نشان داده شده که پیش‌آگهی برای افرادی که تومورهای اولیه آن‌ها نشانه متاستاتیک را نشان می‌دهد بدتر است. علاوه بر این، بیان این ژن‌های مرتبط با متاستاتیک علاوه بر آدنوکارسینوم در سایر انواع سرطان نیز کاربرد دارد. متاستازهای سرطان سینه، مدولوبلاستوم و سرطان پروستات همگی الگوهای بیانی مشابهی از این ژن‌های مرتبط با متاستاز داشتند.
شناسایی این علامت مرتبط با متاستاز، نویدی برای شناسایی سلول‌های دارای پتانسیل متاستاتیک در تومور اولیه و امیدواری برای بهبود پیش‌آگهی این سرطان‌های مرتبط با متاستاز است. علاوه بر این، شناسایی ژن‌هایی که بیان آن‌ها در متاستاز تغییر می‌کند، اهداف بالقوه‌ای را برای مهار متاستاز ارائه می‌دهد.

## مدیریت
درمان و بقا در سرطان تا حد زیادی به این بستگی دارد که آیا سرطان موضعی باقی می‌ماند یا به سایر نقاط بدن گسترش می‌یابد. اگر سرطان به سایر بافت‌ها یا اندام‌ها متاستاز دهد، معمولاً احتمال مرگ بیمار را به‌طور چشمگیری افزایش می‌دهد. برخی از سرطان‌ها - مانند برخی از انواع لوسمی، سرطان خون یا بدخیمی‌های مغز - می‌توانند بدون پخش شدن از بین بروند.
هنگامی که سرطان متاستاز داد، ممکن است همچنان با رادیوجراحی، شیمی درمانی، پرتودرمانی، درمان بیولوژیکی، هورمون درمانی، جراحی یا ترکیبی از این مداخلات ("درمان چندوجهی") درمان شود. انتخاب درمان به عوامل زیادی بستگی دارد، از جمله نوع سرطان اولیه، اندازه و محل متاستازها، سن و سلامت عمومی بیمار، و انواع درمان‌هایی که قبلاً استفاده می‌شد. در بیمارانی که CUP تشخیص داده شده‌است، اغلب درمان بیماری حتی زمانی که تومور اولیه نمی‌تواند پیدا شود، ممکن است.
درمان‌های کنونی به ندرت قادر به درمان سرطان متاستاتیک هستند، اگرچه برخی از تومورها، مانند سرطان بیضه و سرطان تیروئید، معمولاً قابل درمان هستند.
مراقبت تسکینی، مراقبتی با هدف بهبود کیفیت زندگی افراد مبتلا به بیماری عمده، به عنوان بخشی از برنامه‌های مدیریتی برای متاستاز توصیه شده‌است. نتایج یک بررسی سیستماتیک از متون مربوط به پرتودرمانی برای متاستازهای مغزی نشان داد که شواهد کمی برای اطلاع از اثربخشی نسبی و نتایج بیمار محور در مورد کیفیت زندگی، وضعیت عملکردی و اثرات شناختی وجود دارد.

## پژوهش
اگرچه متاستاز به‌طور گسترده‌ای به عنوان نتیجه مهاجرت سلول‌های تومور پذیرفته شده‌است، فرضیه ای وجود دارد که می‌گوید برخی از متاستازها نتیجه فرآیندهای التهابی توسط سلول‌های ایمنی غیرطبیعی هستند. وجود سرطان‌های متاستاتیک در غیاب تومورهای اولیه نیز نشان می‌دهد که متاستاز همیشه توسط سلول‌های بدخیم ایجاد نمی‌شود که تومورهای اولیه را ترک می‌کنند.
تحقیقات انجام شده توسط تیم سارنا ثابت کرد که سلول‌های ملانوم با رنگدانه شدید دارای مدول یانگ در حدود ۴٫۹۳ هستند، در حالی که این مقدار در سلول‌های بدون رنگدانه تنها ۰٫۹۸ بود. آن‌ها در آزمایش دیگری دریافتند که کشسانی سلول‌های ملانوما برای متاستاز و رشد آن مهم است: تومورهای غیررنگدانه بزرگتر از رنگدانه بودند و انتشار برای آن‌ها بسیار آسان‌تر بود. آن‌ها نشان دادند که هم سلول‌های رنگدانه‌ای و هم سلول‌های غیررنگدانه‌ای در تومورهای ملانوما وجود دارند، به طوری که هر دو می‌توانند مقاوم به دارو و متاستاتیک باشند.

## تاریخ
در مارس ۲۰۱۴ محققان قدیمی‌ترین نمونه کامل از یک انسان مبتلا به سرطان متاستاتیک را کشف کردند. این تومورها در اسکلت ۳۰۰۰ ساله‌ای که در سال ۲۰۱۳ در مقبره ای در سودان یافت شد، به ۱۲۰۰ سال قبل از میلاد مسیح برمی گردد. اسکلت با استفاده از رادیوگرافی و میکروسکوپ الکترونی روبشی آنالیز شد. این یافته‌ها در مجله کتابخانه عمومی علوم منتشر شده‌است.

## نگارخانه

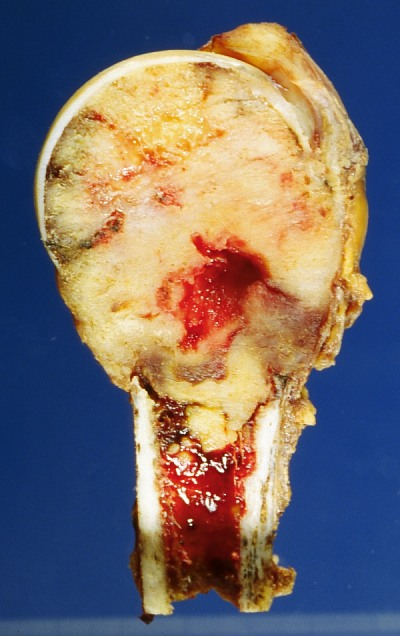
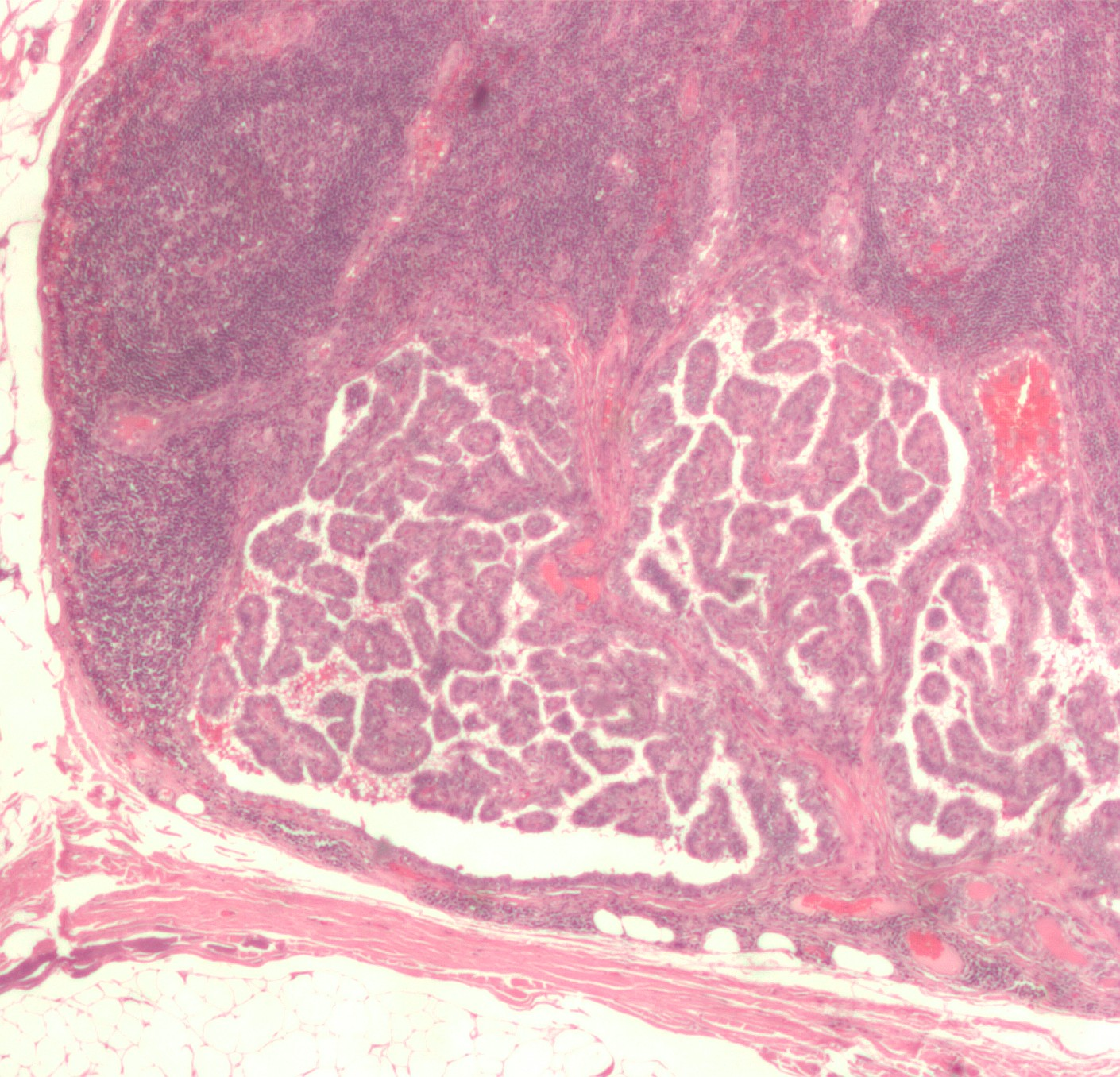
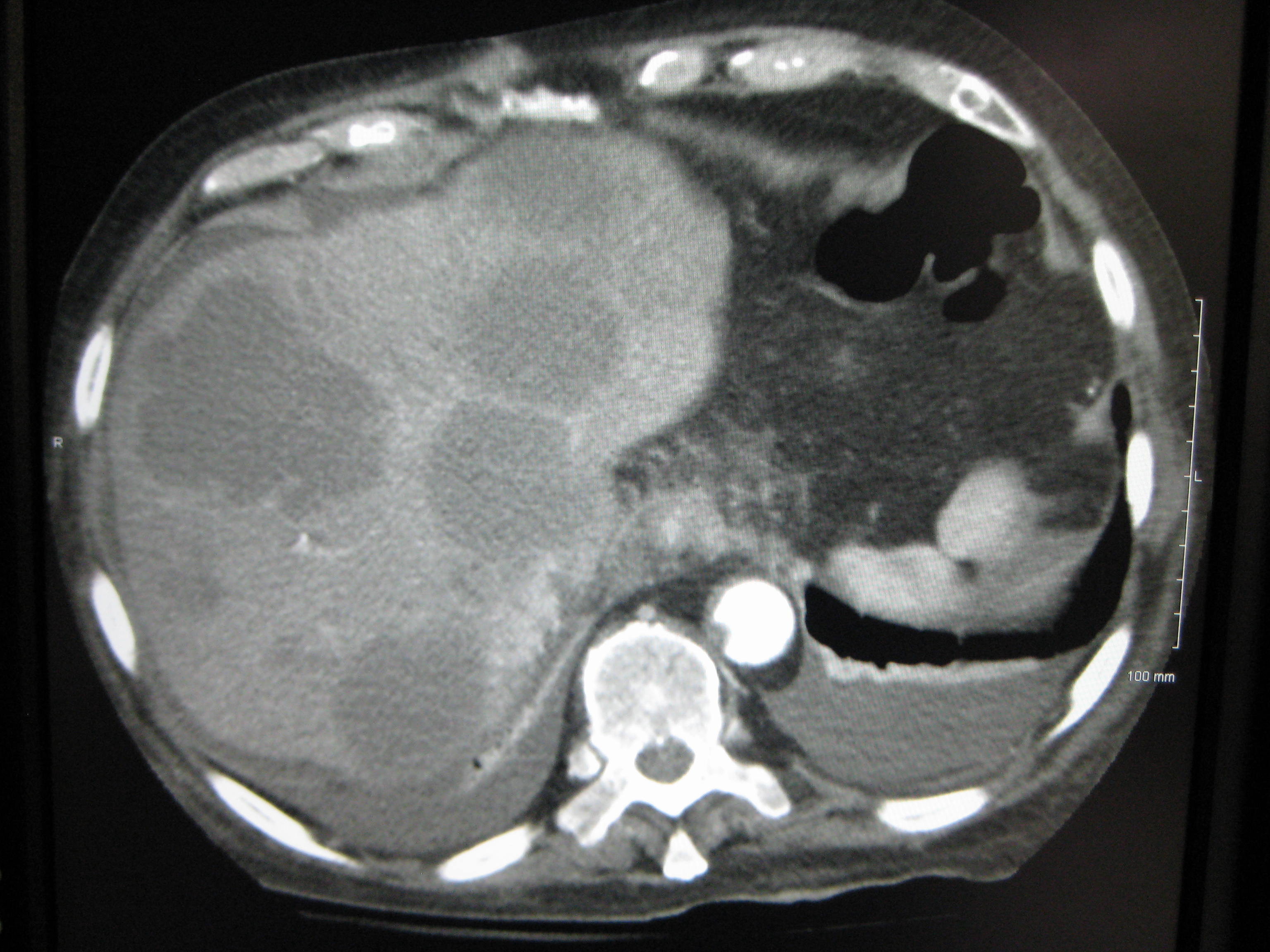
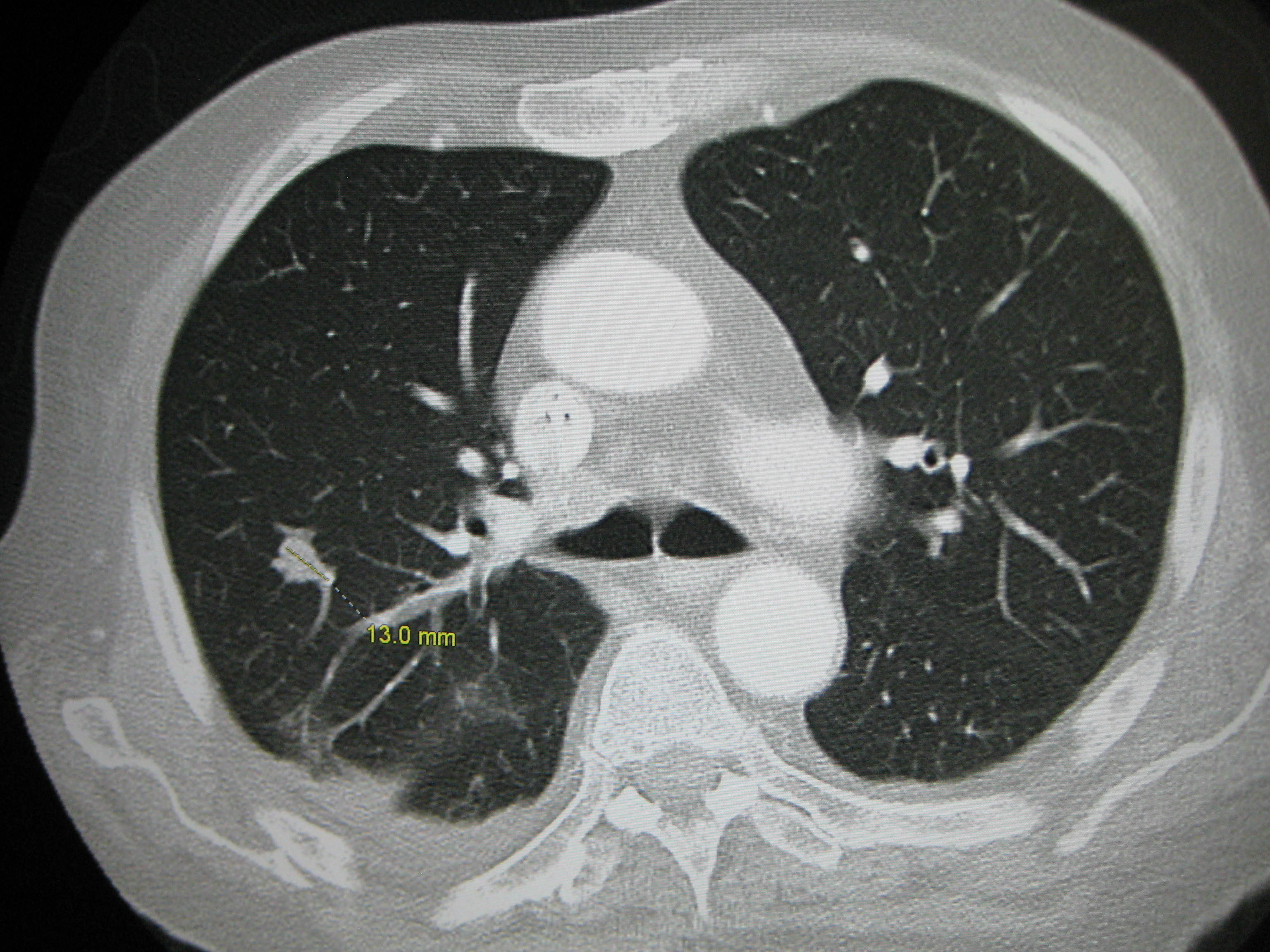
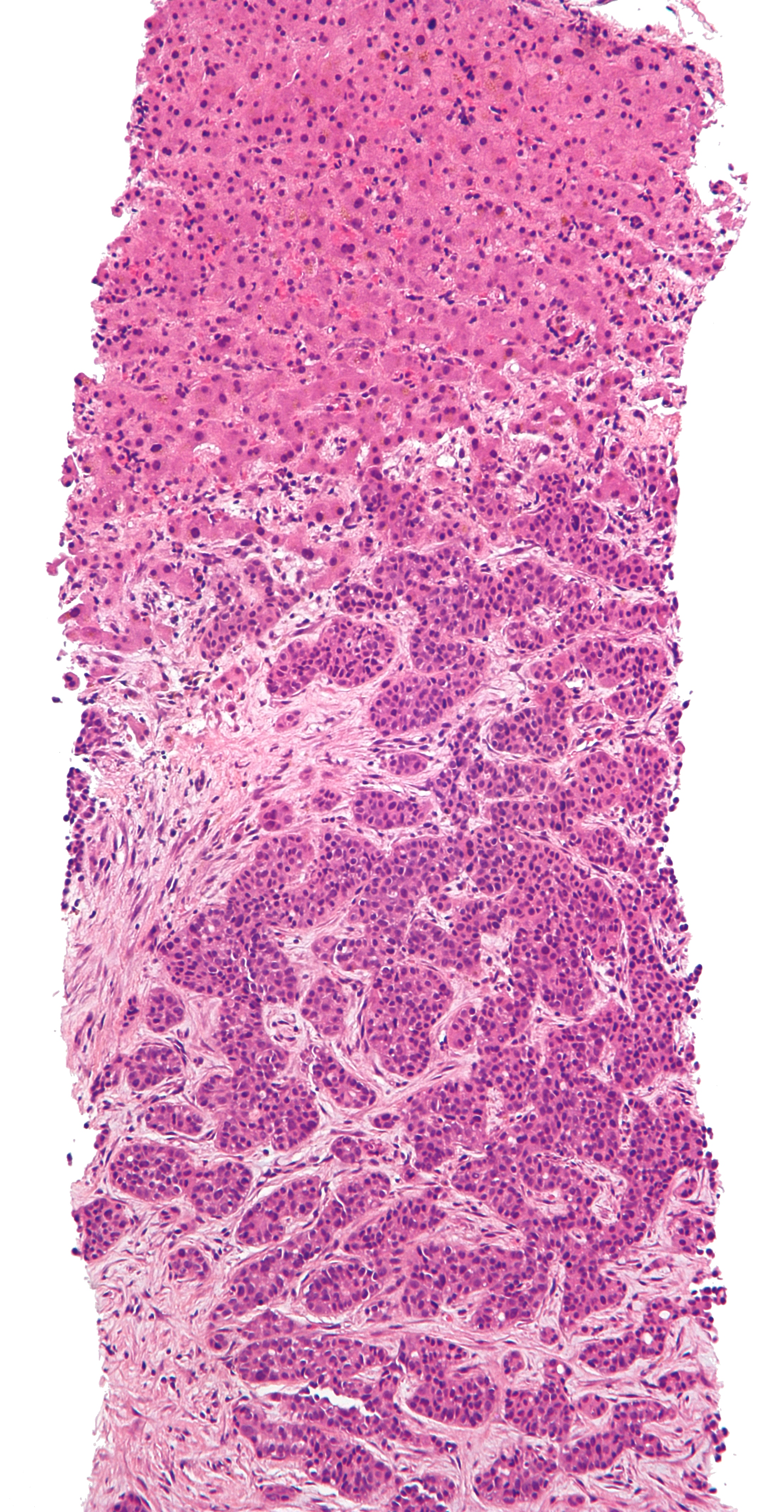